# 톰 클랜시
토머스 리오 "톰" 클랜시 주니어(영어: Thomas Leo "Tom" Clancy Jr., 1947년 4월 12일 ~ 2013년 10월 1일)는 정치 스릴러물 및 냉전과 냉전 이후 세계를 다룬 첩보 및 군사 소설가이다.

## 생애
우편집배원과 백화점 점원이었던 부모 사이에서 1947년 4월 12일에 태어났다. 출생지는 미국의 메릴랜드주 볼티모어. 로욜라 대학에서 영어를 전공하고 1968년 졸업. 그는 볼티모어, 하트포드, 코네티컷 등지에서 보험중개인으로 일했다. 어렸을 때부터 탱크나 비행기, 잠수함 같은 군사무기에 관심을 가졌던 그는 군인이 될 꿈을 품었지만 근시 때문에 ROTC 장교에서 탈락했다. 1976년의 어느 날, 그는 신문에는 스웨덴으로 망명을 시도한 소련의 호위함 Storozhevoy호에 관한 기사에서 아이디어를 얻어 1984년 첫 소설인 '붉은 10월호' (The Hunt for Red October)를 발표했다. 이 작품은 2년 동안 30만부의 하드커버와 2백만부의 페이퍼백이 판매되었다. 또한 하드커버가 의 베스트셀러 목록에 31주 동안, 페이퍼백은 37주 동안 베스트셀러 목록에 오르는 기염을 토했다.
테크노 스릴러(첨단과학이나 전문기술이 작품의 소재가 되는 추리소설로)라는 새로운 장르를 개척했다는 평가를 받은 그는 잇달아 발표한 등에서 전문적인 군사 정보와 탄탄한 이야기 구성, 긴박한 전개 속도, 마치 영화를 보는 듯 생생한 액션 장면 묘사로 많은 독자들의 사랑을 받고 있다. 치밀한 구성과 흥미로운 전개 덕분에 그의 소설 네 편은 등의 영화로 제작되어 많은 인기를 누렸다. 이렇게 할리우드가 사랑하는 작가인 그는 1992년 8월 의 북미 판권료가 1천 4백만 달러로 팔려, 당시 ‘책에 지불한 가장 비싼 계약금’으로 기네스 북에 오른 적이 있다. 현재는 한 작품의 계약금이 6천만 달러(한화 약 720억)로 알려져 있다. 그의 전속 출판사 펭귄 푸트남은 그를 일컬어 “특출한 사실주의와 그럴듯하게 꾸미는 능력, 플롯을 꼬고 면도날같은 긴장감을 조성하는 데 대적할 자가 없는 거장”이라고 평했다. 그의 소설들은 군사적인 주제에 관해 전례가 없을 정도로 해박한 지식을 담고 있어 그의 많은 책들이 미국 내 군사관학교에서 필독서로 지정될 정도이다. 또한 CIA와 FBI에서 수시로 강의를 하고 있으며, 펜타곤을 출입증 없이 드나드는 사람 중 한 명이다.
2013년 10월 1일, 미국 볼티모어의 한 병원에서 66세의 나이로 사망했다.

## 주요 저서
- 붉은 10월 The Hunt for Red October (1984)

톰 클랜시의 첫 소설이며 잭 라이언의 첫 번째 시리즈 이다 (크렘린의 추기경)에 등장하는 정보원인 추기경이 잠깐 등장하기도 한다
CIA의 분석가인 잭 라이언은 소련 해군 라미우스 함장의 망명 계획을 알게 되고 라미우스를 쫓는 소련 해군을 따돌리고 그들의 망명을 돕기 위해 잭 라이언이 고군분투 하는 스토리이다. 존 맥티어넌 감독 이 앨릭 볼드윈, 숀 코너리 주연으로 이 소설을 바탕으로 영화를 만들기도 했다
- 붉은 폭풍 Red Storm Rising (1986)
- 패트리어트 게임 Patriot Games (1987)

런던에서 휴가를 보내던 잭 라이언은 영국 왕세자 부부를 공격하던 아일랜드 공화국군(IRA) 테러리스트들이 노리고 있는 것을 목격하고 테러리스트 한 명을 사살하고 한 명을 생포하게 된다. 라이언은 이 일로 영웅이 되었으나 체포된 IRA 테러리스트 숀 밀러는
호송 중에 동료들로부터 구출 되고 자신의 동생을 죽인 잭 라이언을 향한 복수심으로 잭의 가족을 죽이려 한다
숀 밀러의 복수심으로부터 잭 라이언이 가족을 지키는 스토리이다 (이 소설을 바탕으로 필립 노이스 감독 해리슨 포드 주연으로 영화가 만들어지기도 하였다.)
- 크레믈린의 추기경 The Cardinal of the Kremlin (1988)

잭 라이언이 등장하고 CIA 준 군사요원인 존 클라크가 처음으로 등장하며 붉은 10월에 등장했던 달라스호 의 함장 맨쿠소도 와 베어 앤 드래곤에서 활약하는 본다렌코 대령, 붉은 10월호의 함장이었던 라미우스가 등장한다 이 소설은 소련의 고위급 장성이자 추기경이란 암호명을 가진 스파이와 전략 방위 구상을 둘러싼 첩보 활동 , 소련 내부의 정치적 음모 , 아프카니스탄 게릴라 전을 주제로한 소설이다.
- 긴급명령 Clear and Present Danger (1989)

이 소설에서 잭 라이언과 준 군사요원인 존 클라크는 처음 만나게 되며 나중에 시리즈에서 중요한 위치를 차지하게 되는
젊은 동료인 딩 차베스 도 등장한다. 이 소설의 줄거리는 대통령은 재선을 위해 콜롬비아에서 코카인 생산의 본거지를
미국의 군사력을 사용하여 처리를 하지만 이 일은 미국 헌법상 명백한 불법 행위였기에 결국 작전은 세간에 폭로된다.
이 작전을 알게 된 잭 라이언은 버려진 병사들이 콜롬비아에 있다는것을 알게 되고 존 클라크와 함께 구출을 하고
그 과정에서 잭 라이언에 의해 이 사건의 내막이 철저히 파헤쳐지게 되는 이야기이다. (이 소설을 바탕으로 필립 노이스 감독 해리슨 포드, 윌럼 더포 주연으로 영화가 만들어지기도 했다.)
- 공포의 총합 The Sum of All Fears (1991)

아랍 테러리스트들이 우연히 중동전쟁때 분실된 이스라엘 핵탄두를 손에 넣어
미국을 공격해 소련과 미국 두 나라를 전쟁으로 몰아 넣으려고 하는 혼란한 상황속에서 잭 라이언이 고군분투하는 이야기이다.
(2002년 이 소설을 바탕으로 필 알덴 로빈슨 감독 밴 애플렉, 모건 프리먼 주연으로 제작됐었지만 당시 9.11 테러가 일어난 지 얼마 안된 시점이라 아랍 테러 리스트란 설정을 신 나치 주의자로 수정하였다)
- 복수 Without Remorse (1993)

CIA 준 군사요원인 존 클라크가 주인공으로 등장하는 소설이다. 잭 라이언 연대기 순으로 보면 가장 빠른 스토리이며
잭 라이언이 등장하지 않고 아버지인 에메트 라이언이 등장하게 된다. 어느날 존 클라크(본명: 존 켈리)는 마약상으로 도망친 팸이라는 여자를
만나 운명적인 사랑에 빠지지만 결국 그녀는 도망친 마약상에게 죽임을 당하게 되자 클라크는 그녀를 위해 복수를 다짐한다. 그러나 미국 국방부에서는 베트남 전에서 포로로 잡힌 군인들을 구출하는 임무를 클라크에게 맡기게 되고, 그는
팸를 위한 복수에 군 작전까지 두 가지를 해야하는 상황에 직면 할뻔 하지만 팸의 복수를 한다 *OP센터 OP-CENTER(1994)
OP센터는 후에 '미러이미지'와 'OP센터 파견대'로 이어지는 OP센터 시리즈의 다섯번째 작품이다.
- 적과 동지 (Debt of Honor) (1994)
- Executive Orders (1996)
- SSN: Strategies for Submarine Warfare (1996)
- 레인보우 식스 (Rainbow Six) (1998)

- 베어 앤 드래곤 (The Bear and the Dragon) (2000)

재정 위기에 처한 중국은 SVR 의장이자 에두아르트 그루샤보이 대통령의 최측근인 세르게이 골로프코를 죽이려다 실패한다. CIA 첩보원 체스터 노무리는 국무위원 팡간의 비서 리안밍과 가까운 관계가 되어 중국의 내밀한 정보를 미국에 보낸다. 극동군구사령관에 겐나디 본다렌코 대장이 부임해 극동군을 강화한다. 중국 공안은 허가받지 않은 둘째 아이를 출산하려던 부부를 진압하는 과정에서 그것을 막으러 온 바티칸 교황 사절 레나토 디미로 추기경과 위파안 목사를 사살하고, CNN은 이 사건을 세계에 생중계한다. 이로 인해 세계가 중국과 경제 관계를 끊게 되자 절박해진 중국이 50만 병력으로, 최근에 대규모 금광과 유전이 발견된 시베리아를 침공하지만 미군의 지원을 받은 러시아군에 의해 좌절되자, 워싱턴을 향해 핵미사일을 발사한다. 피난하던 잭 라이언은 워싱턴 방공 임무를 맡은 순양함 게티즈버그에 기습 탑승해 핵미사일이 요격되는 모습을 지켜본다. 중국 국민들은 미국이 무인정찰기를 통해 생중계한 전쟁 실황에 분노해 국무원을 습격하고, 강경파를 하야시킨다.
- Red Rabbit (2002)
- The Teeth of the Tiger (2003)